# Widar
Widar – bóg nordycki. Syn Odyna i gigantki Grid. Nazywany był "Milczącym", ponieważ odzywał się tylko wtedy, kiedy musiał. Zamieszkiwał zaciszny i spokojny gaj zwany Widi. Ten wymieniany w Eddzie bóg ciszy i zemsty przeżyje Ragnarök i pomści śmierć Odyna, zabijając Fenrira. Miał tego dokonać, przydeptując jedną nogą dolną szczękę potwornego wilka, a rękami rozewrzeć jego paszczę i rozedrzeć ją na kawałki. Jego przyrodnim bratem był Wali, syn Odyna i Rind, który również miał ocaleć z Ragnaroku.